# كنائس بيت لحم
كنائس بيت لحم تعتبر مدينة بيت لحم في فلسطين، من أقدس المواقع المسيحية في العالم كونها المدينة التي فيها وُلِدَ يسوع المسيح، وبسبب قدسية مدينة بيت لحم لدى العالم المسيحي فكانت سبب تواجد في عدد من الأماكن المقدسة المسيحية، بالإضافة إلى المؤسسات المسيحية من مدراس وجامعة ومستشفيات، وكونها مدينة ميلاد يسوع تحظى المدينة بشعبية واسعة وترتبط بعيد الميلاد.
| كنيسة المهد هي الكنيسة التي ولد يسوع المسيح في موقعها. بناها الإمبراطور قسطنطين عام 335. تعتبر كنيسة المهد من أقدم كنائس فلسطين والعالم والأهم من هذا حقيقة أنَّ الطقوس الدينية تقام بانتظام حتّى الآن منذ مطلع القرن السادس الميلادي حين شيّد الإمبراطور الروماني يوستنيان الكنيسة بشكلها الحالي. كانت كنيسة المهد هي الأولى بين الكنائس الثلاث التي بناها الإمبراطور قسطنطين في مطلع القرن الرابع الميلادي حين أصبحت المسيحية ديانة الدولة الرسمية وكان ذلك استجابة لطلب الأسقف ماكاريوس في المجمع المسكوني الأول في نيقيه عام 325 للميلاد. دخلت كنيسة المهد سنة 2012 قائمة مواقع التراث العالمي، كنيسة المهد هي أول موقع فلسطيني يدرج ضمن لائحة التراث العالمي لمنظمة اليونيسكو. |
| مغارة الحليب يقع هذا المزار في آخر الطريق المسماة باسمه «طريق مغارة الحليب». نالت هذه المغارة المحفورة في الجير الأبيض اسمها من تقاليج قديمة. حيث يقال إن مريم العذراء لجأت إليها خلال هربها مع يوسف النجار إلى مصر لترضع ابنها. |
| كنيسة القديسة كترينا تقع داخل كنيسة المهد وهي بالقرب من المدخل الجانبي لهيكل الأرمن أو مباشرة من دير الفرنسيسكان، وهي من ممتلكات الكنيسة الرومانية الكاثوليكية في كنيسة المهد. يؤدي إليها رواق من العصور الوسطى تمّ ترميمه عام 1948. تقوم الكنيسة على بقايا دير القديس هيرونيموس القديم. على الجانب الجنوبي للرواق تمّ اكتشاف كنيسة صليبية مع رسومات للعذراء. |
| كنيسة الروم الملكيين في سنة 1964 دُشنت كنيسة الروم الكاثوليك في بيت لحم ويبلغ عدد أتباعها اليوم حوالي 500 نسمة. |
| كنيسة السريان الأرثوذكس بدأ العمل في بناء كنيسة العذراء مريم للسريان الأرثوذكس في بيت لحم عام 1922 وقد دُشنت عام 1928 المطران الرحمات إلياس هلولة بطريرك طائفة السريان الأرثوذكس آنذاك. وتعد طائفة السريان الأرثوذكس ثالث أكبر طائفة مسيحية في بيت لحم ويبلغ عدد أتباعها حوالي 1000 مؤمن. |
| كنيسة حقل الرعاة هي عباره عن مغاره ينزل اليها بحوالي 20 درجه اسفل سطح الارض، وحسب ما ورد في الإنجيل المقدس انه في هذه المغاره كان هناك رعاه وهم أول من بشرهم الملائكه بميلاد يسوع المسيح حسب المعتقد المسيحي. وفي العصور اللاحقه استعملت هذه المغاره كأول كنيسه بالمنطقه التي كانت تعرف بسهل (بوعاز )نسبة لما ورد في التوراة، ولا زال سكان بيت ساحور حتى يومنا هذا يقيمون بها كل يوم أحد القداس الالهي (بالرغم من وجود كنيسه اخرى مبنية عام 1896 ). |